# Biserica Adormirea Maicii Domnului din Cerneți

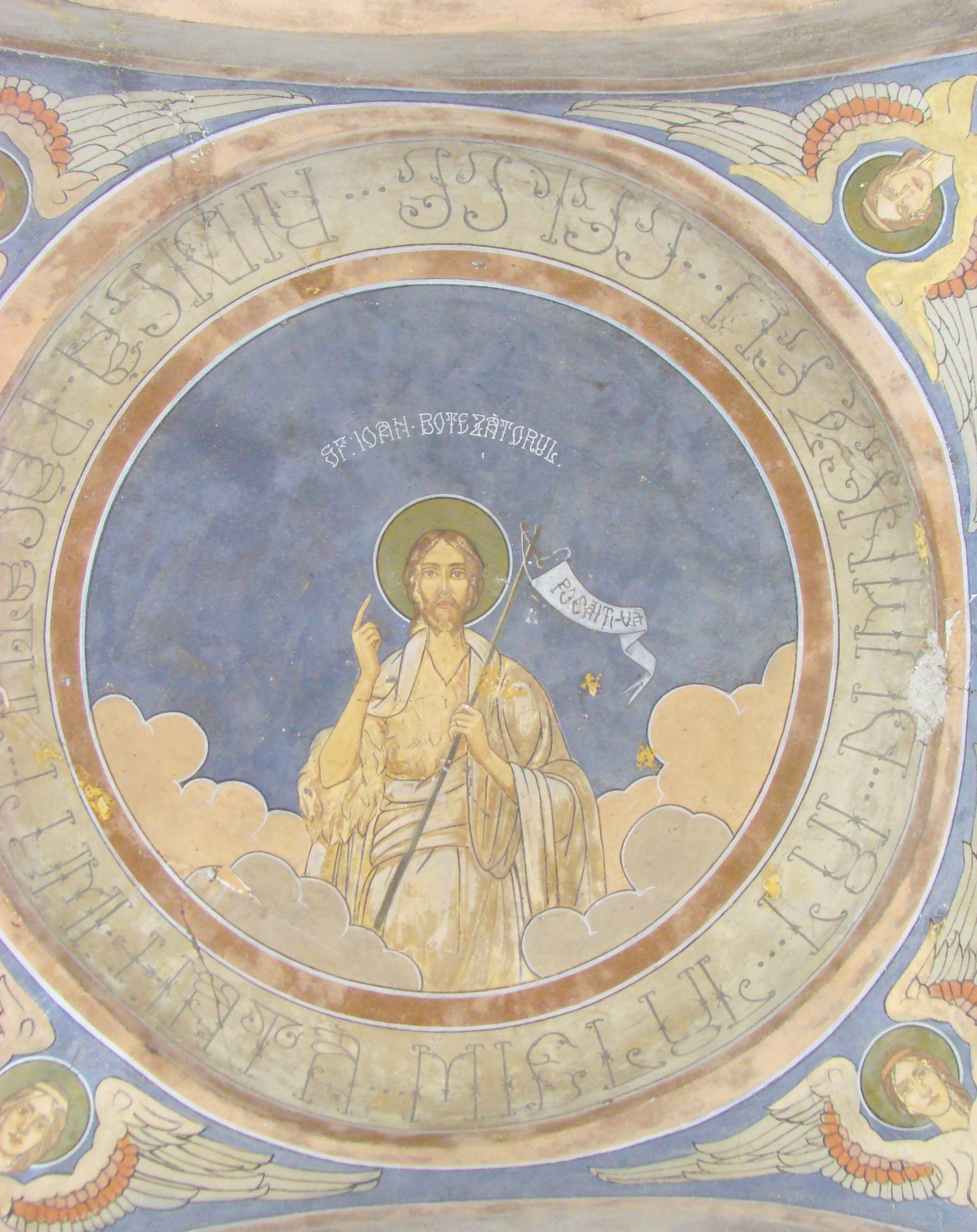
Ioan Botezătorul

Biserica cu hramul „Adormirea Maicii Domnului” este unul din numeroasele monumente istorice din localitatea Cerneți, comuna Șimian, județul Mehedinți. Biserica se află pe lista monumentelor istorice sub codul LMI:  MH-II-m-B-10286.

## Istoric și trăsături
Piatra Albă a fost un sat format pe moșia cu același nume a Mănăstirii Cozia. Era situat la nord de Cerneți pe drumul ce venea dinspre Halânga.
Biserica satului a fost ridicată la 15 august 1814 de „kir popa Ioan i polcovnicu Ioan Bădescu i logofăt Ioan Ciocăzanˮ . Biserica de zid, cu lungimea de 21 m și lățimea de 8 m, are formă de navă, cu o singură turlă, cu pereți groși din cărămidă arsă. La interior are arcade solide și doi stâlpi groși în pronaos, iar la ferestre ocnițe și arcade îngropate spre înăuntru.
Primele reparațiii majore s-au făcut în anul 1866. În anul 1888 s-au făcut reparații la acoperiș, terminate în 1891. În 1928 a fost din nou reparată și pictată la interior în stil neobizantin de către zugravul Constantin Becheru. Catapeteasma din zid a fost pictată și ea în stil bizantin, icoanele fiind realizate de același pictor, tot în anul 1928.
La vest de biserică se afla turnul-clopotniță, care avea și rol de turn de apărare în caz de război, ținând cont că biserica a fost ridicată în vremea lui Tudor Vladimirescu în târgul, cel mai mic din țară, Cerneți, dar cu cele mai multe biserici-fortărețe (4). Datorită stării avansate de degradare în locul lui a fost construită o clopotniță nouă.
În curtea bisericii se află un monument al eroilor și patru troițe din metal și lemn.

## Imagini

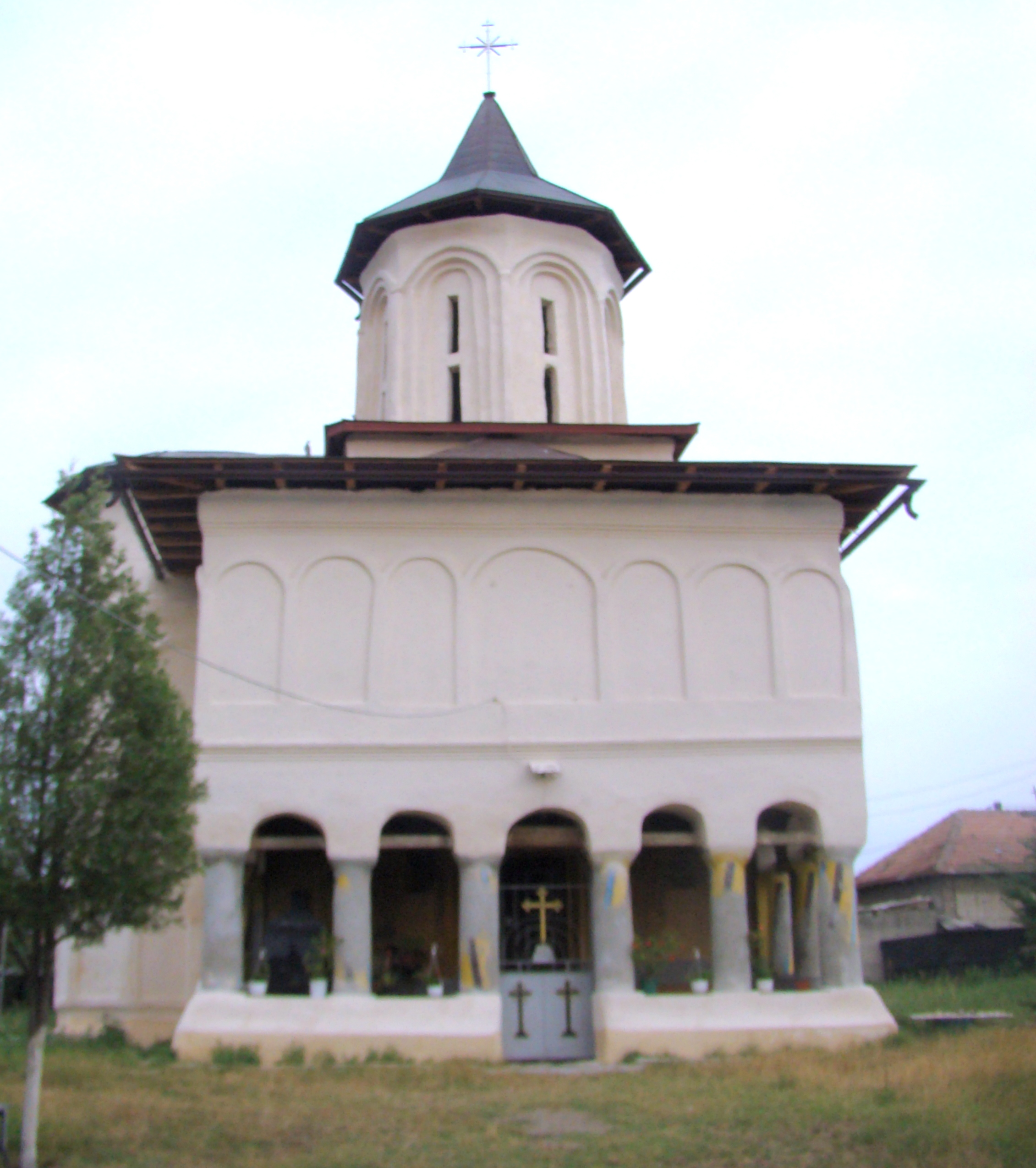
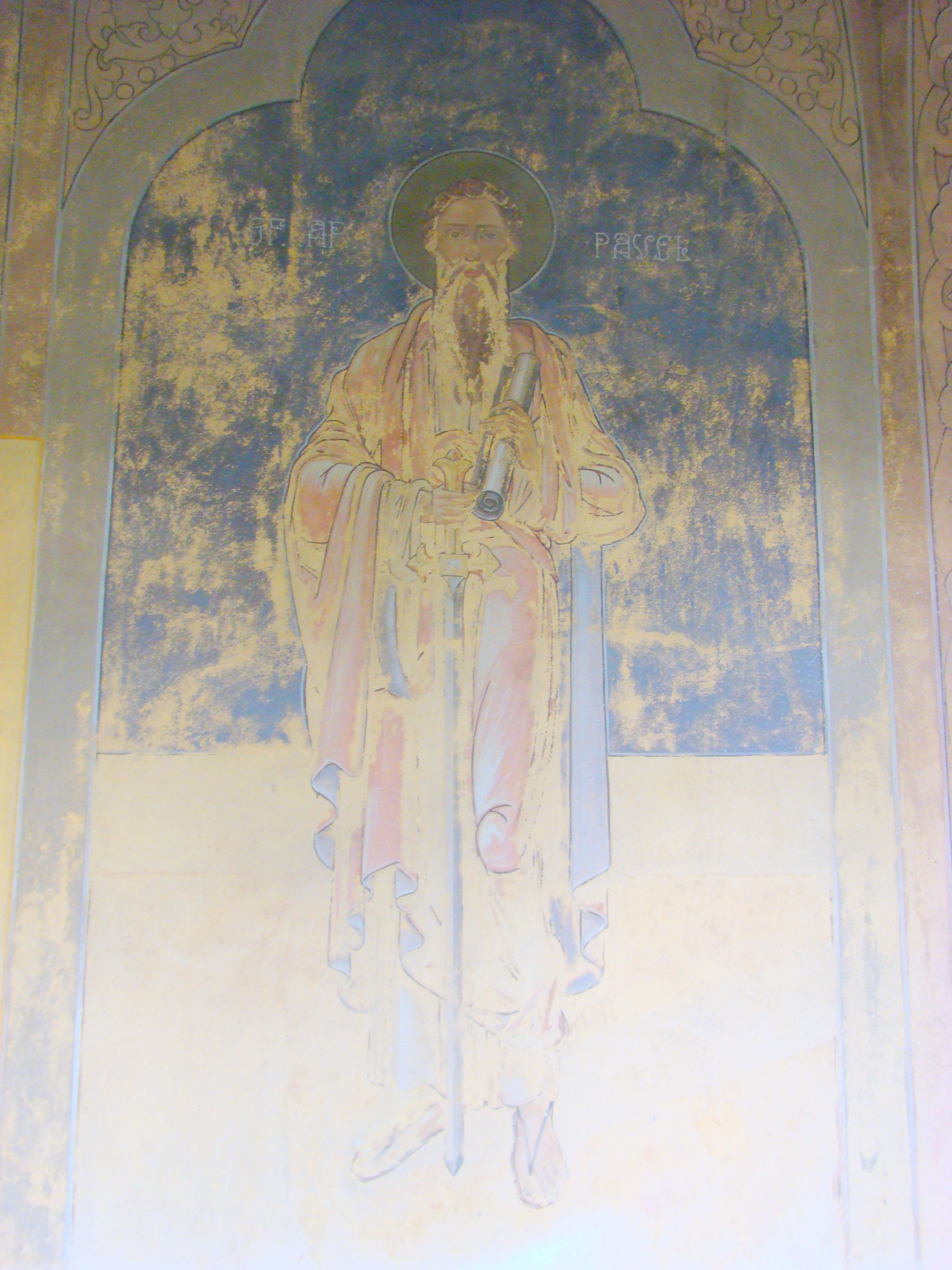
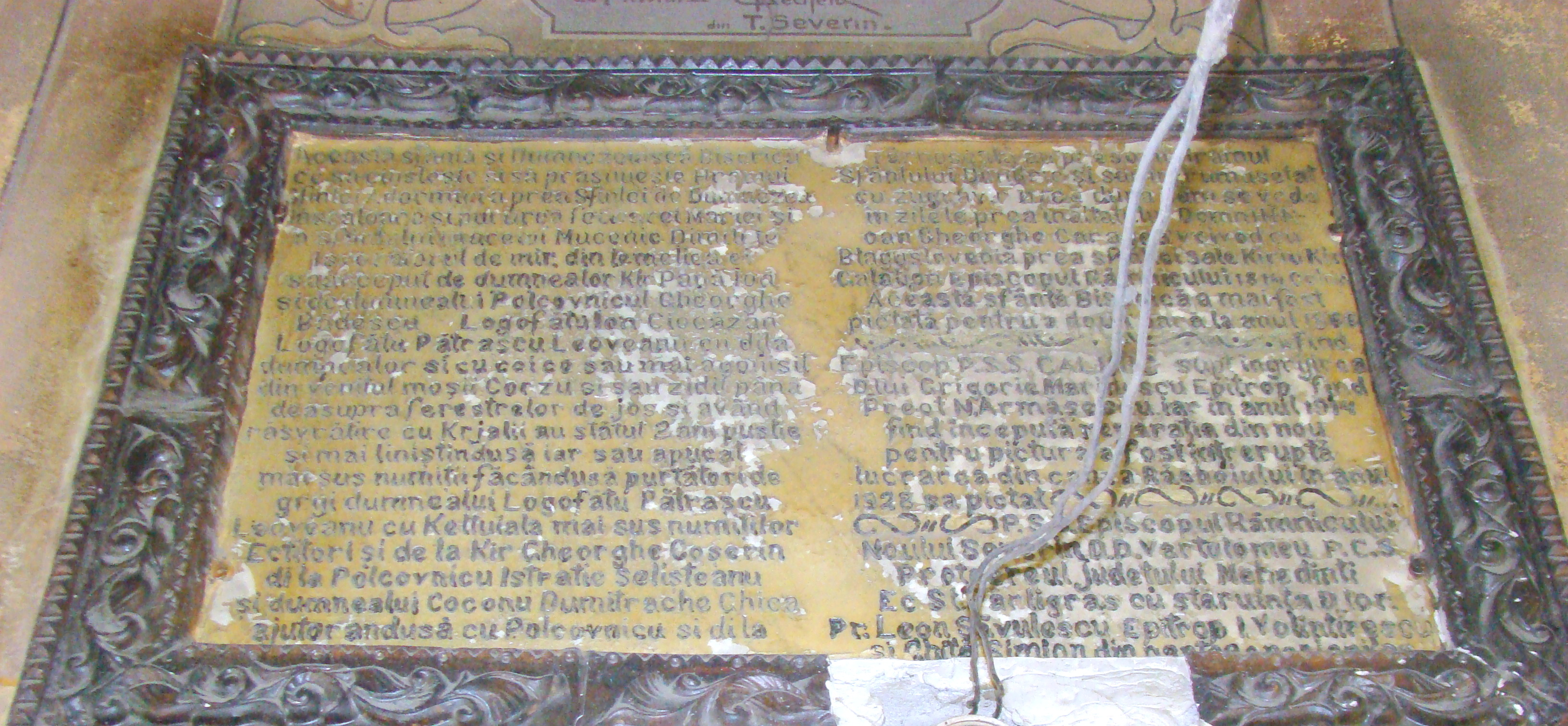
Pisania
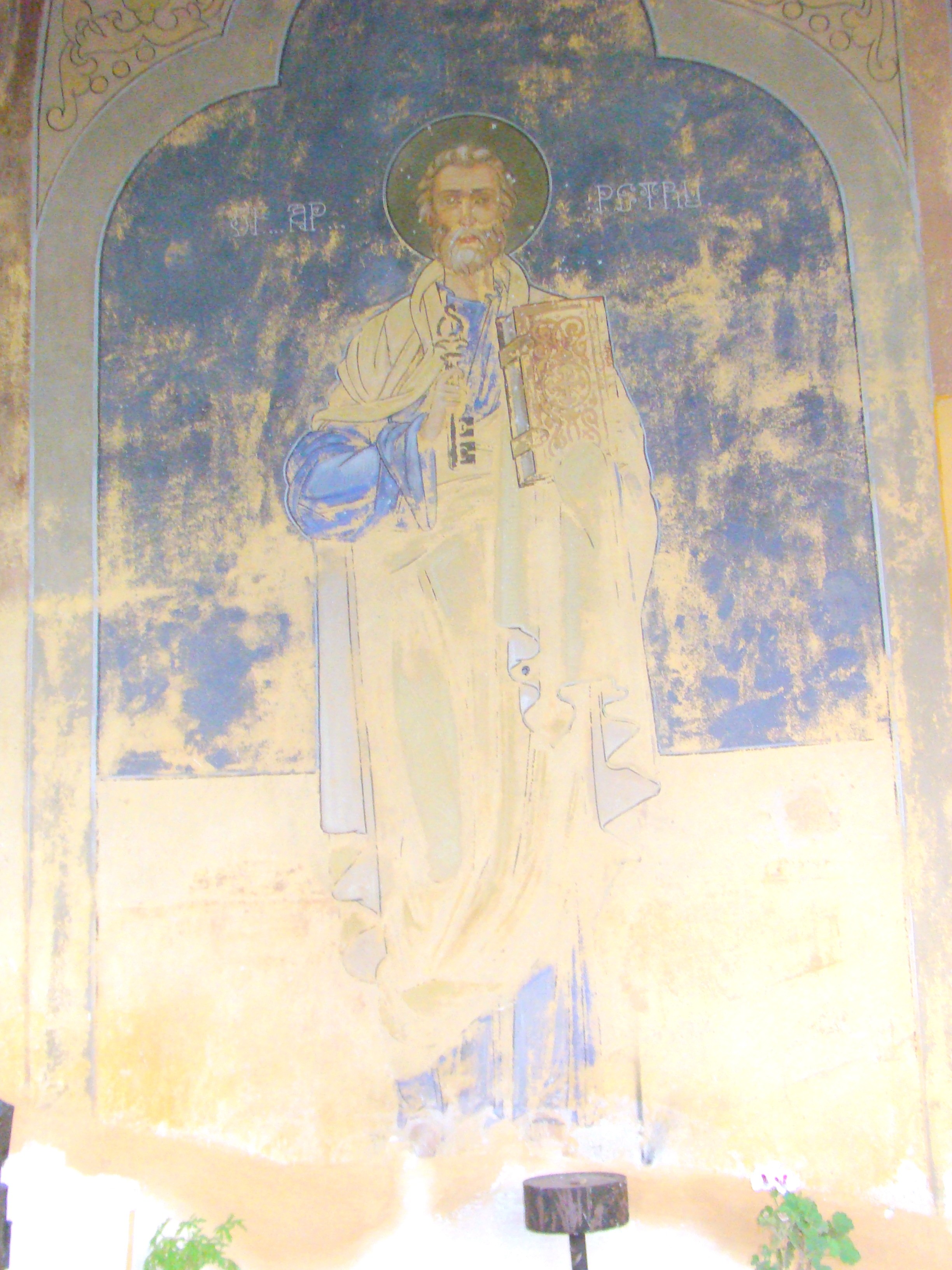
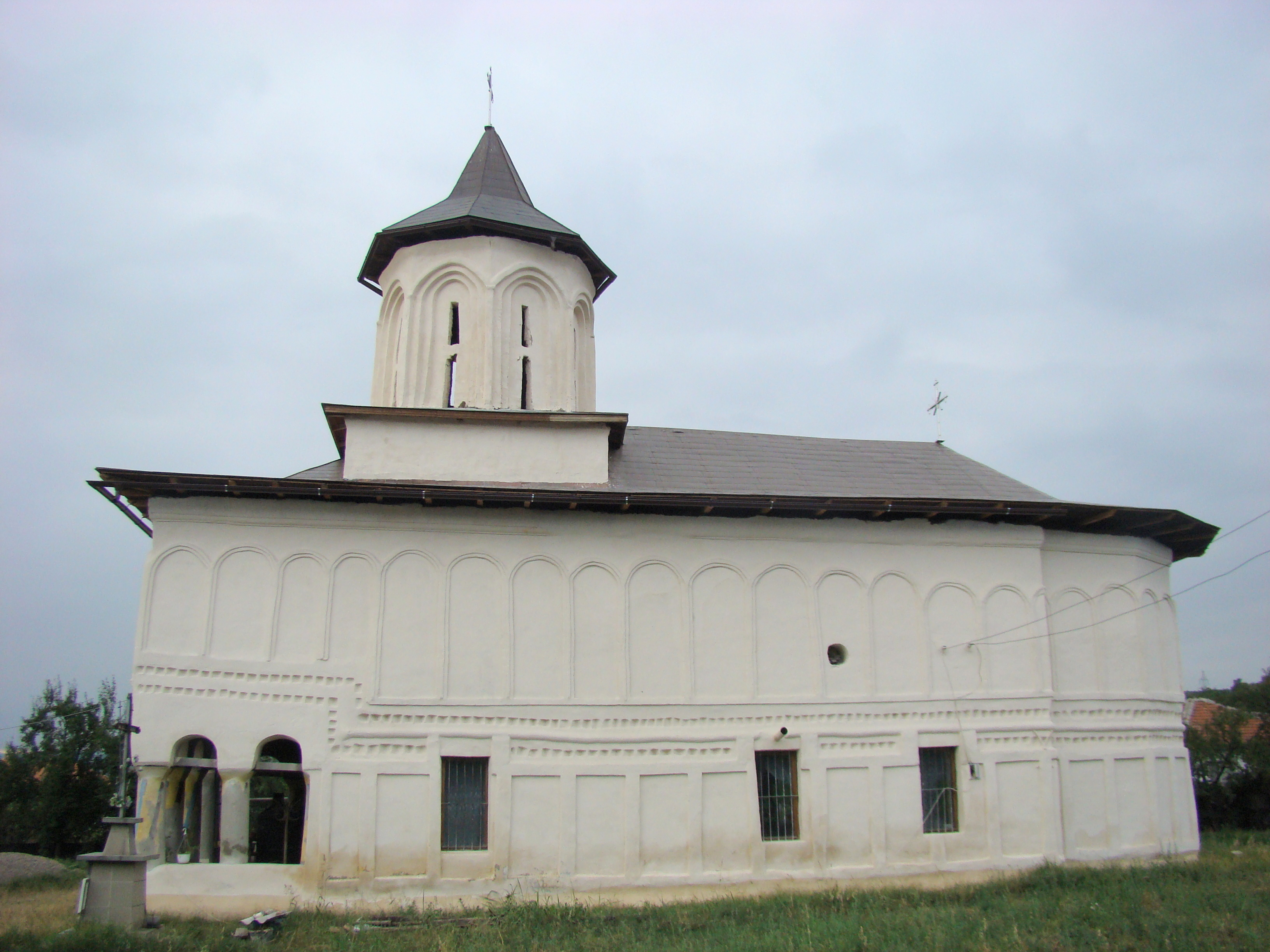
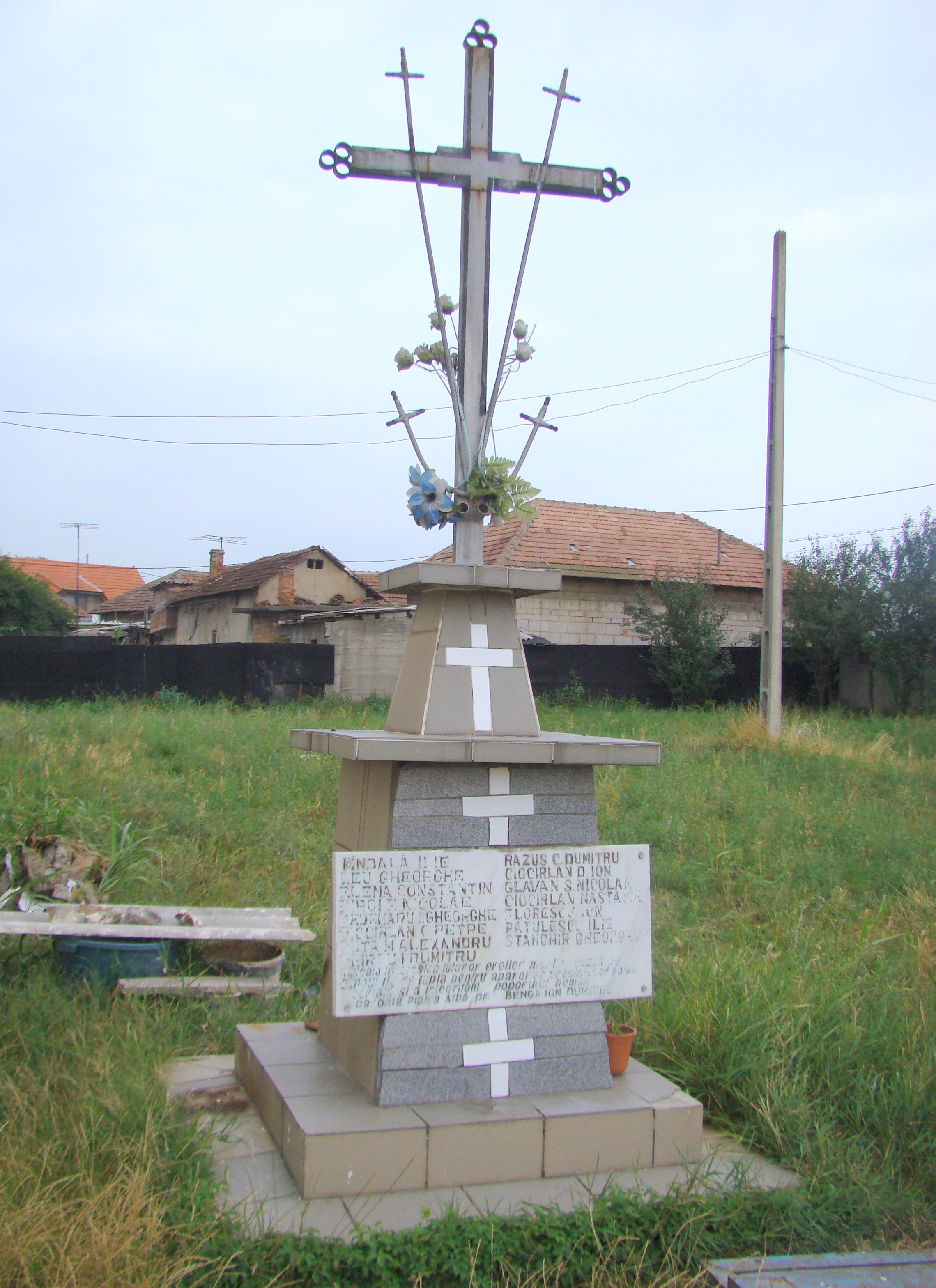
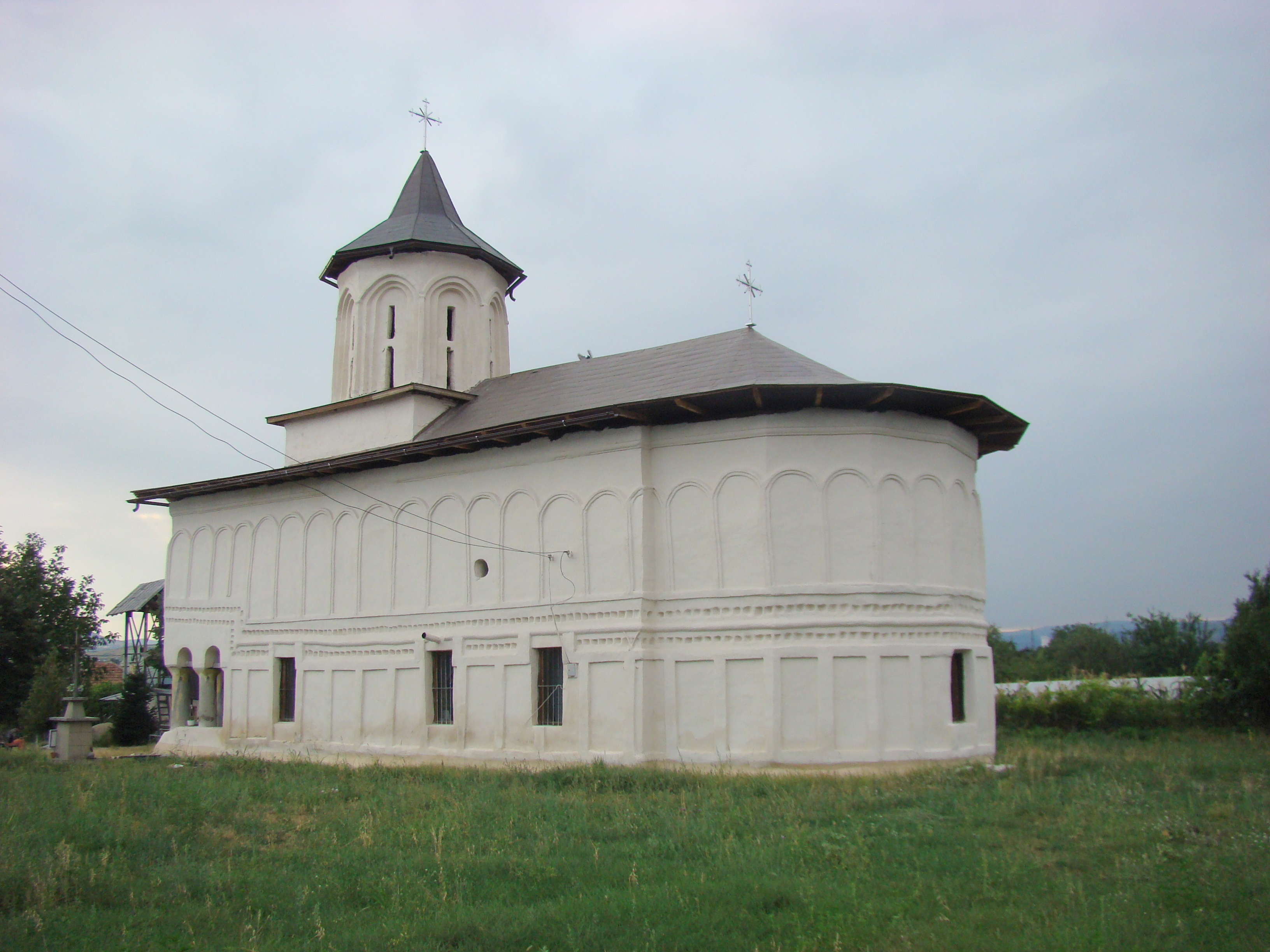
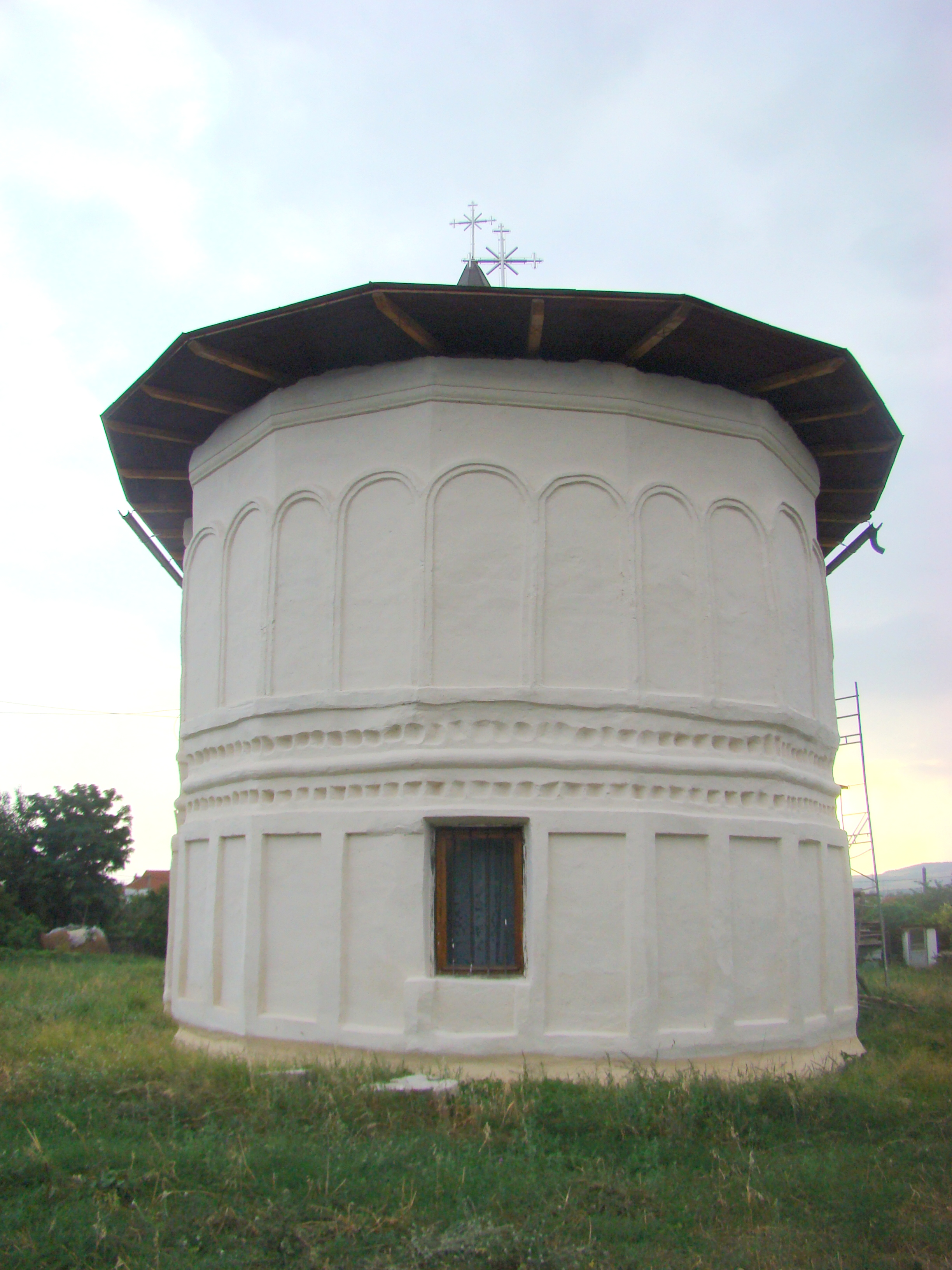
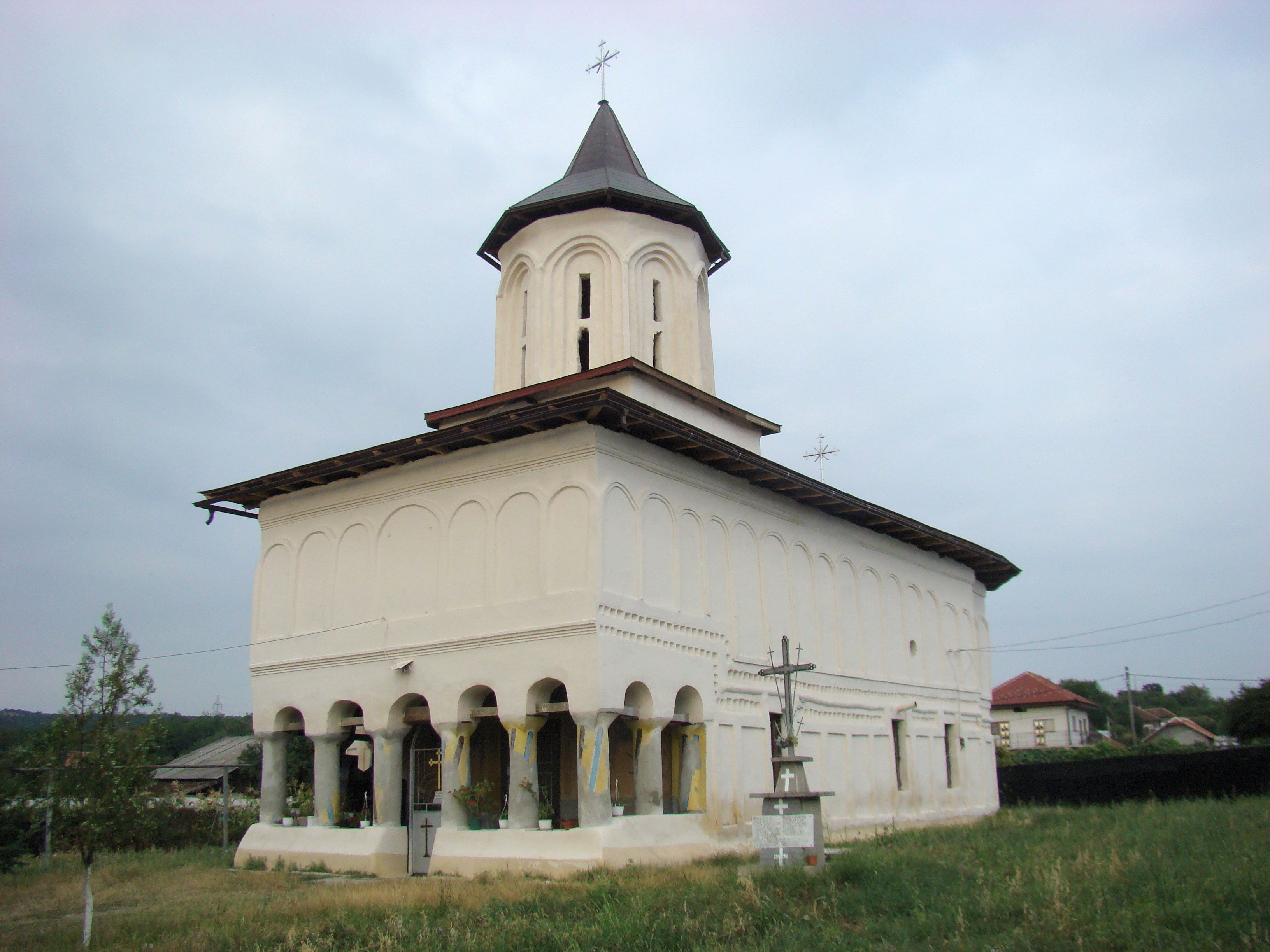
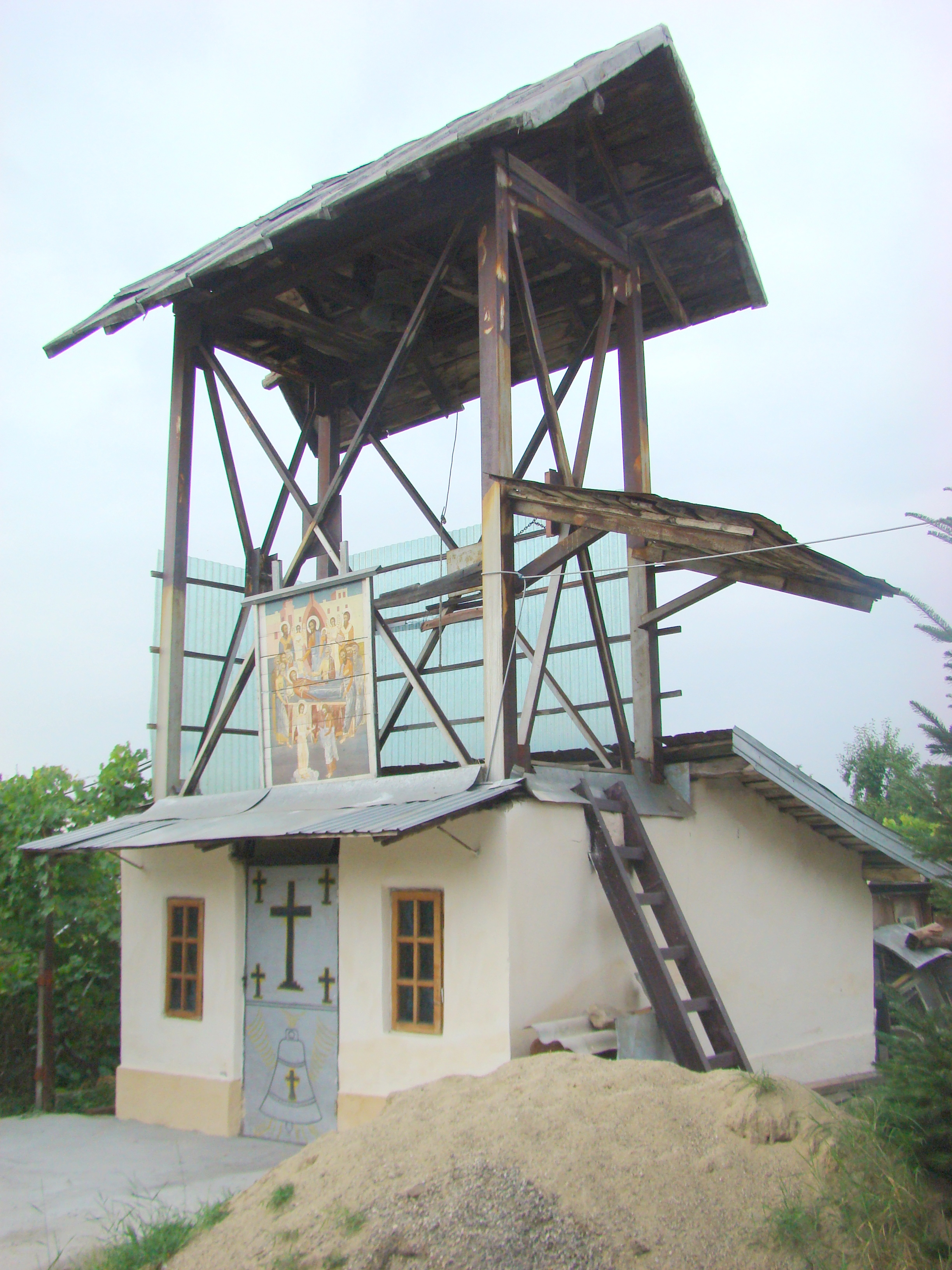
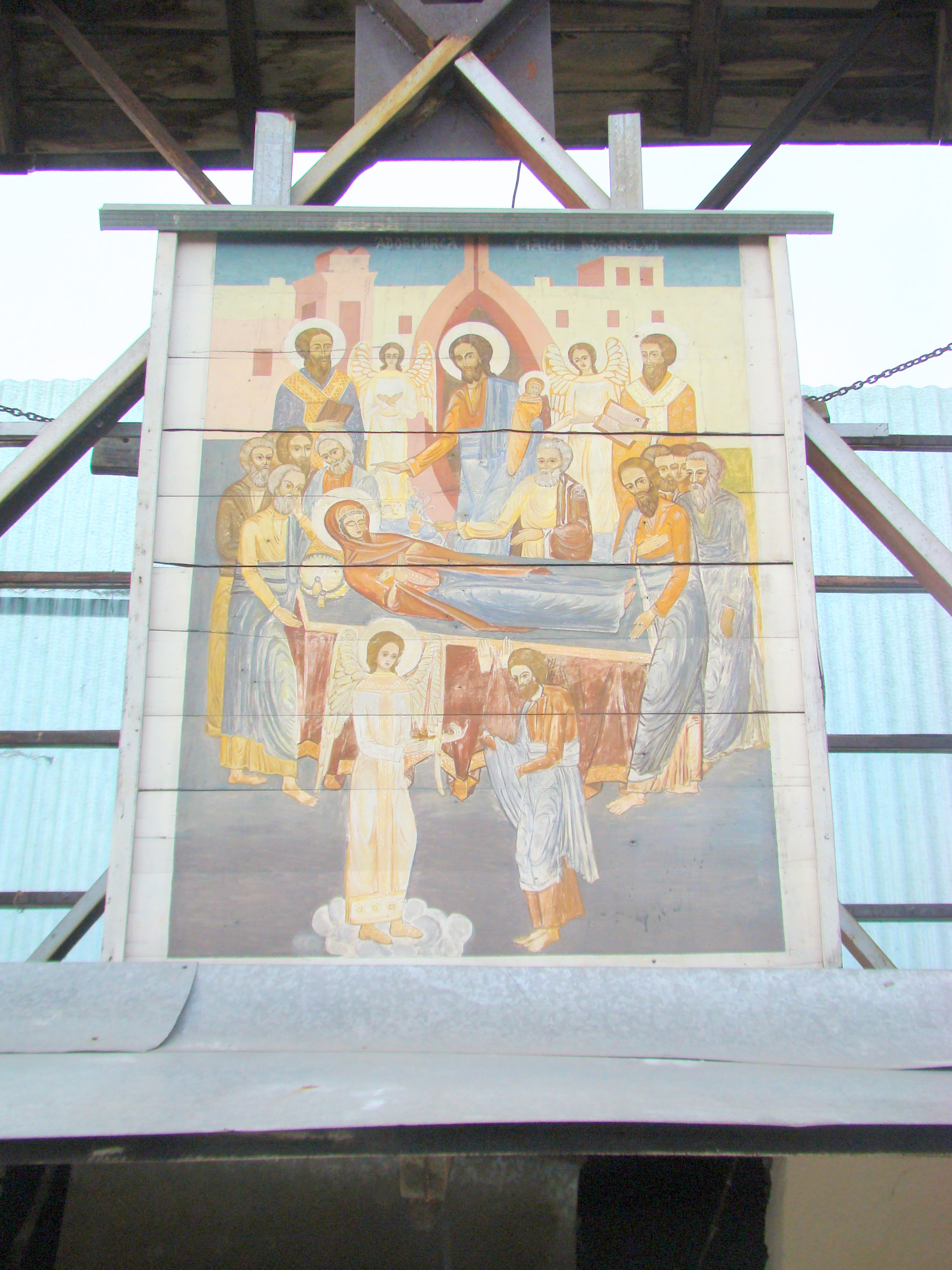
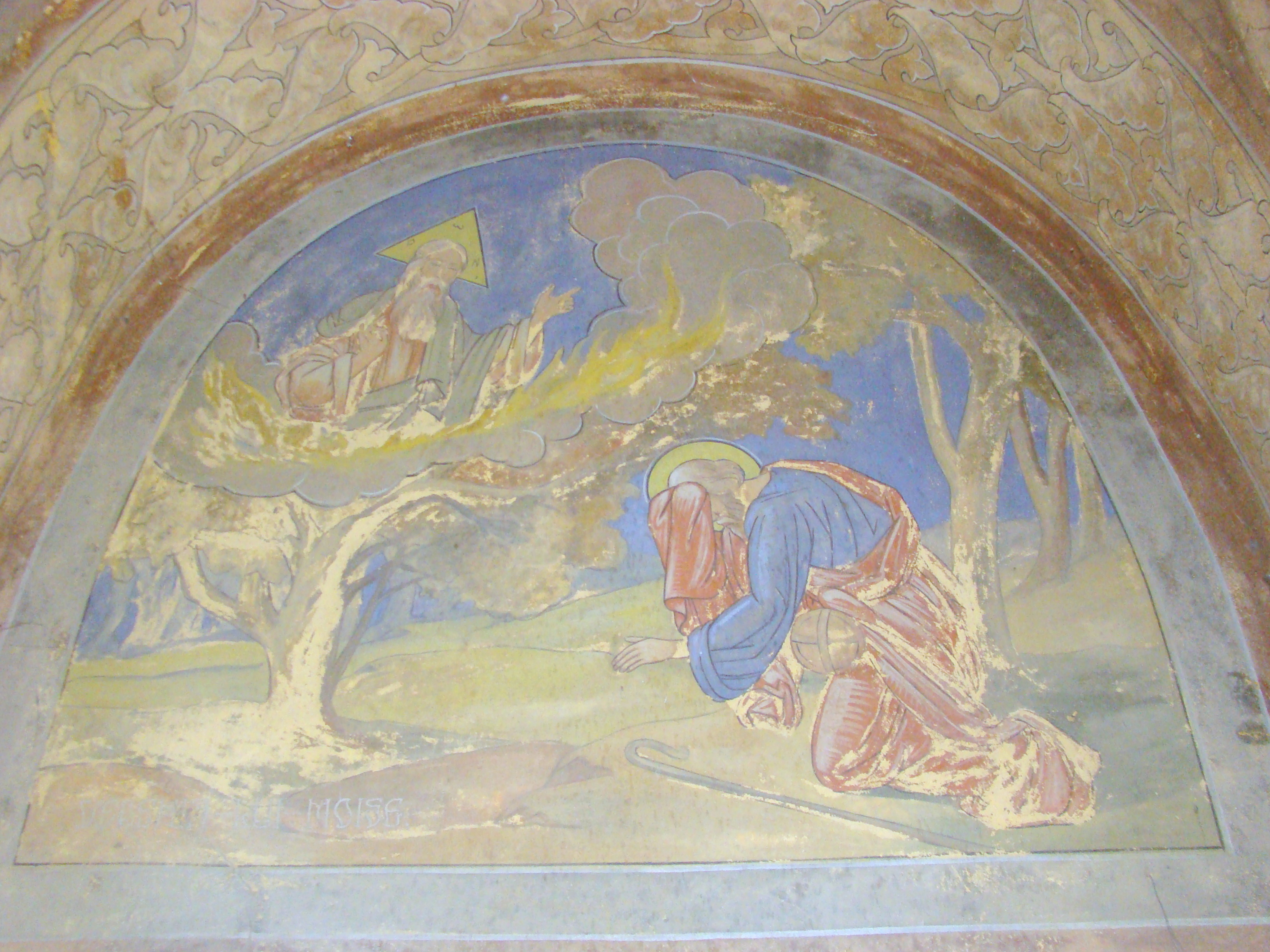
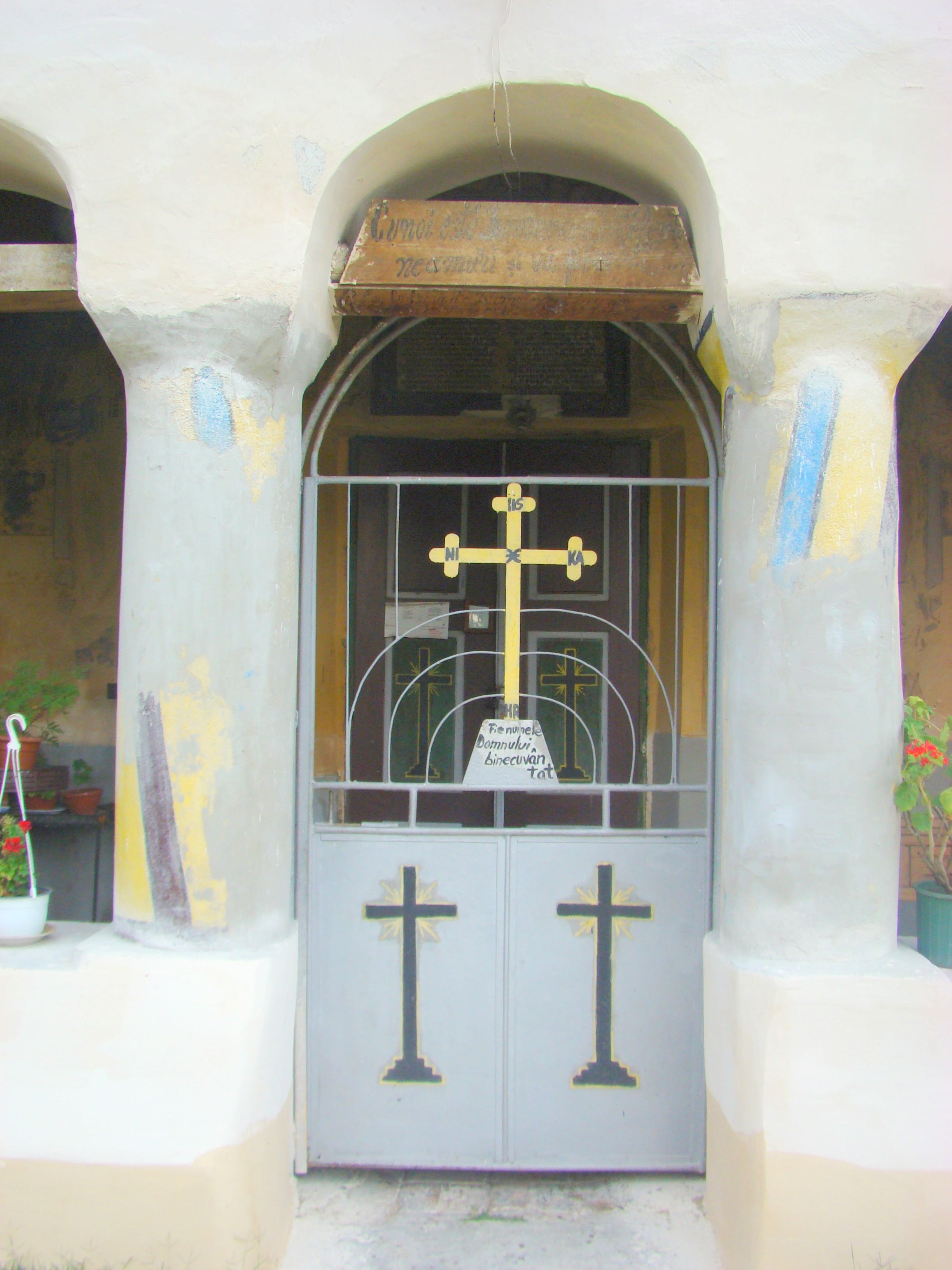
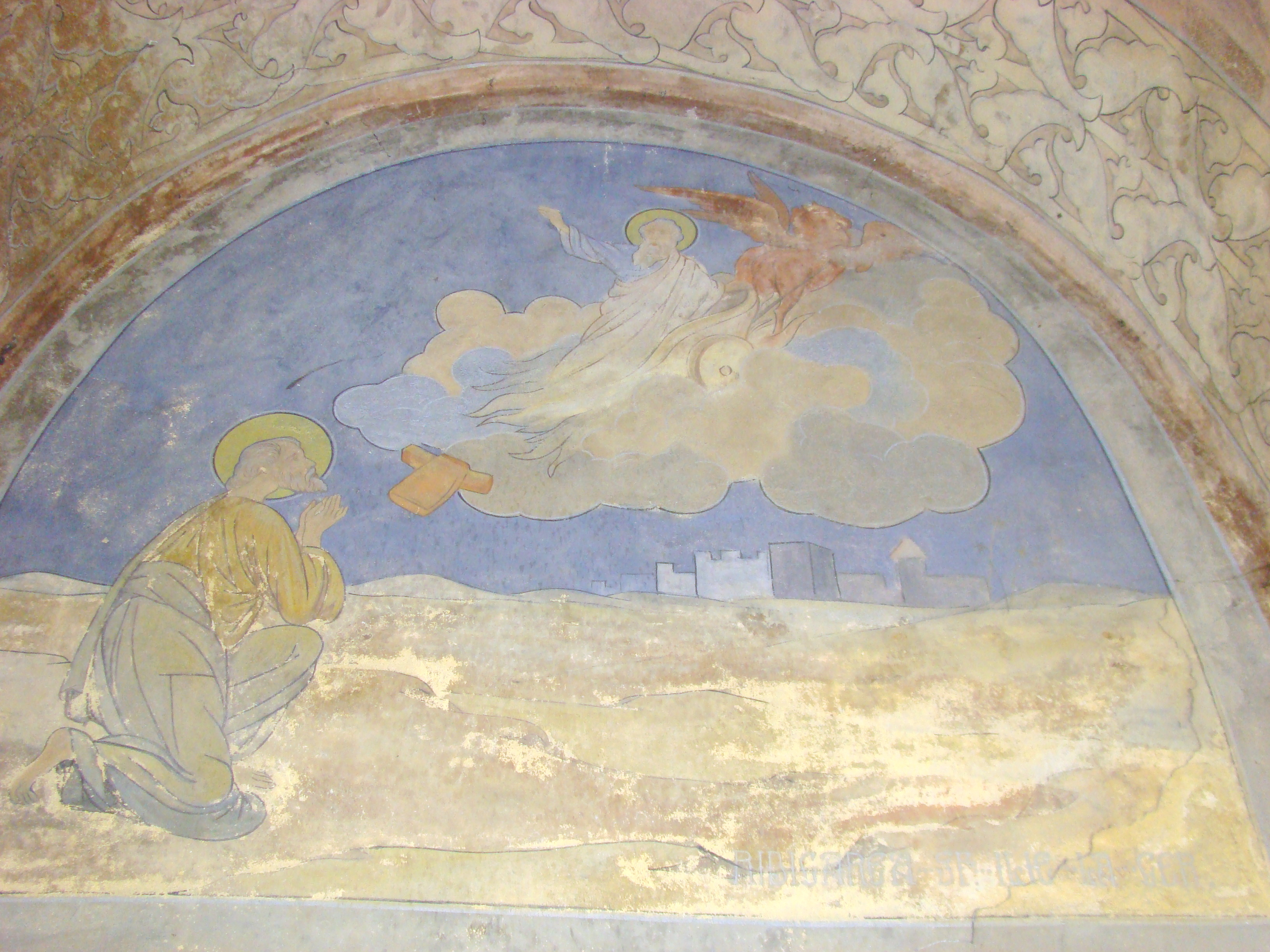
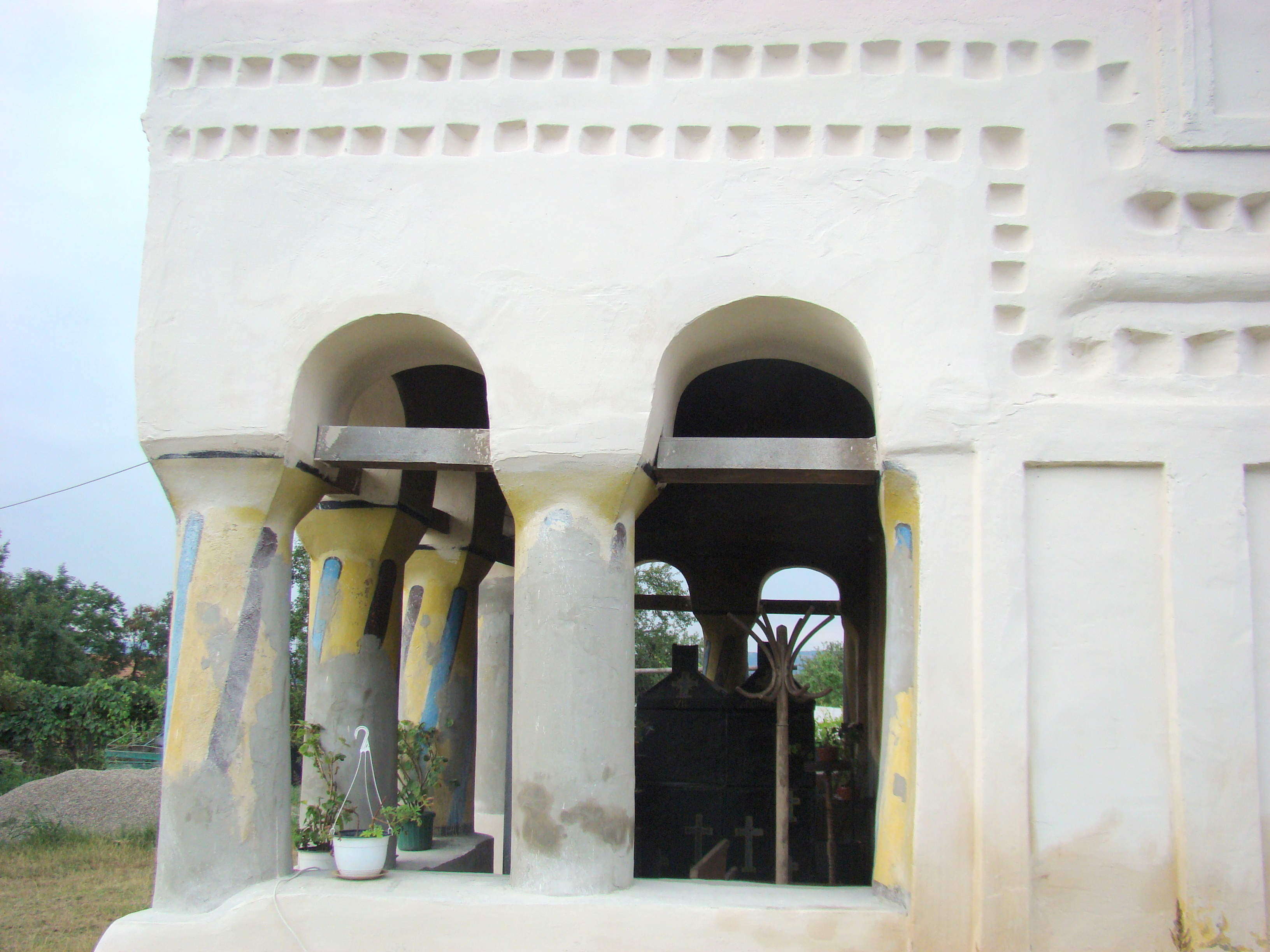
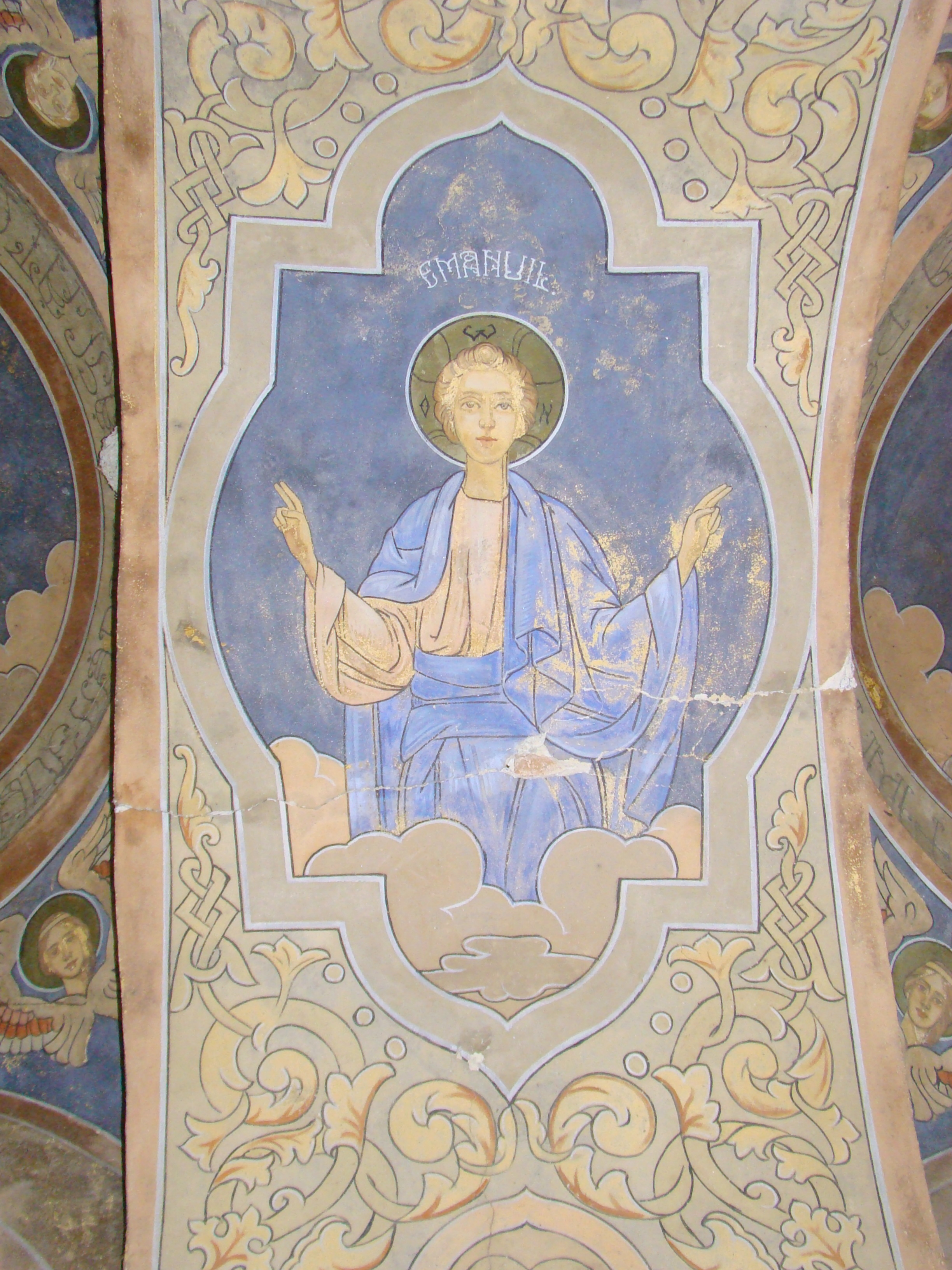
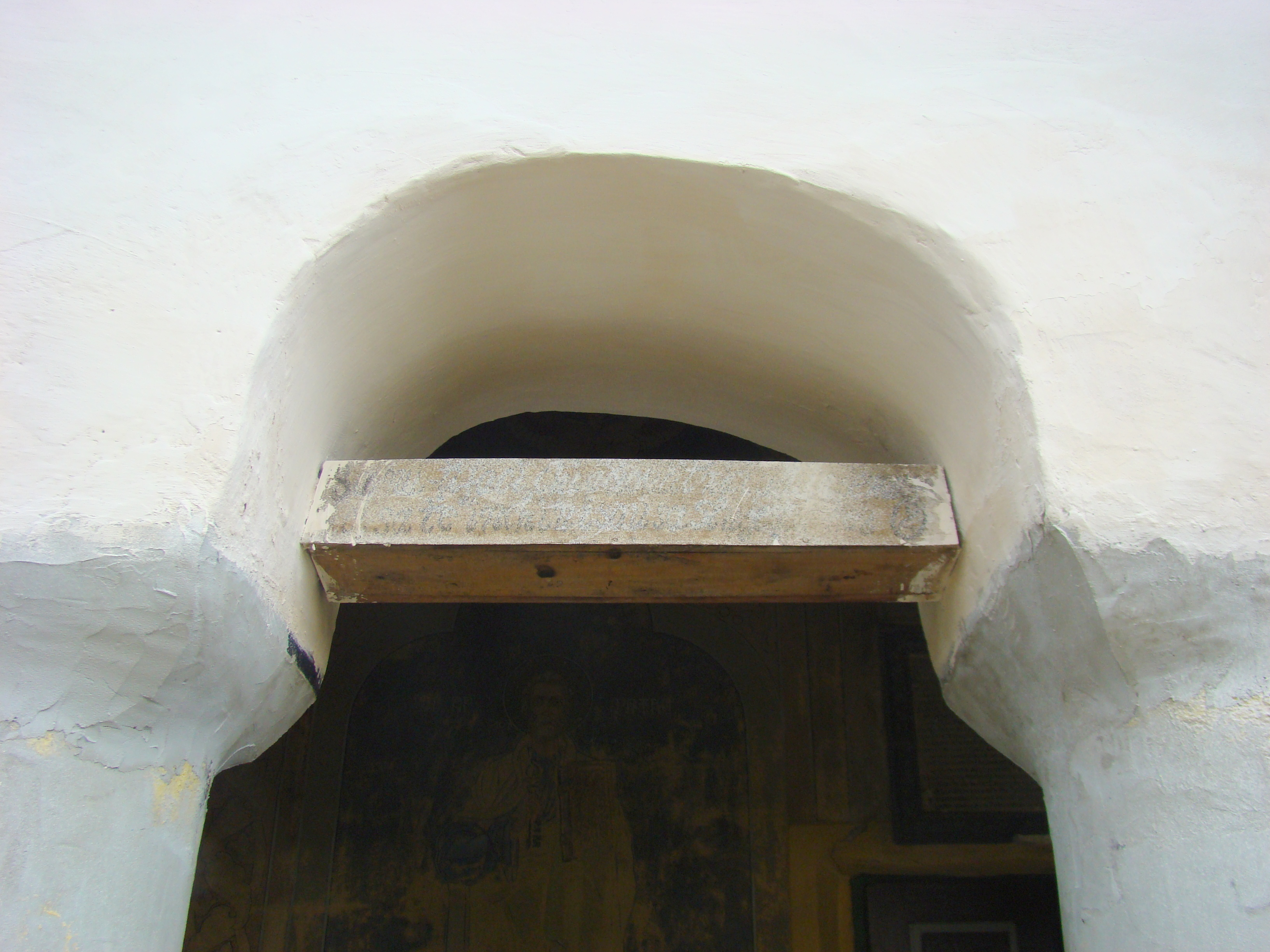
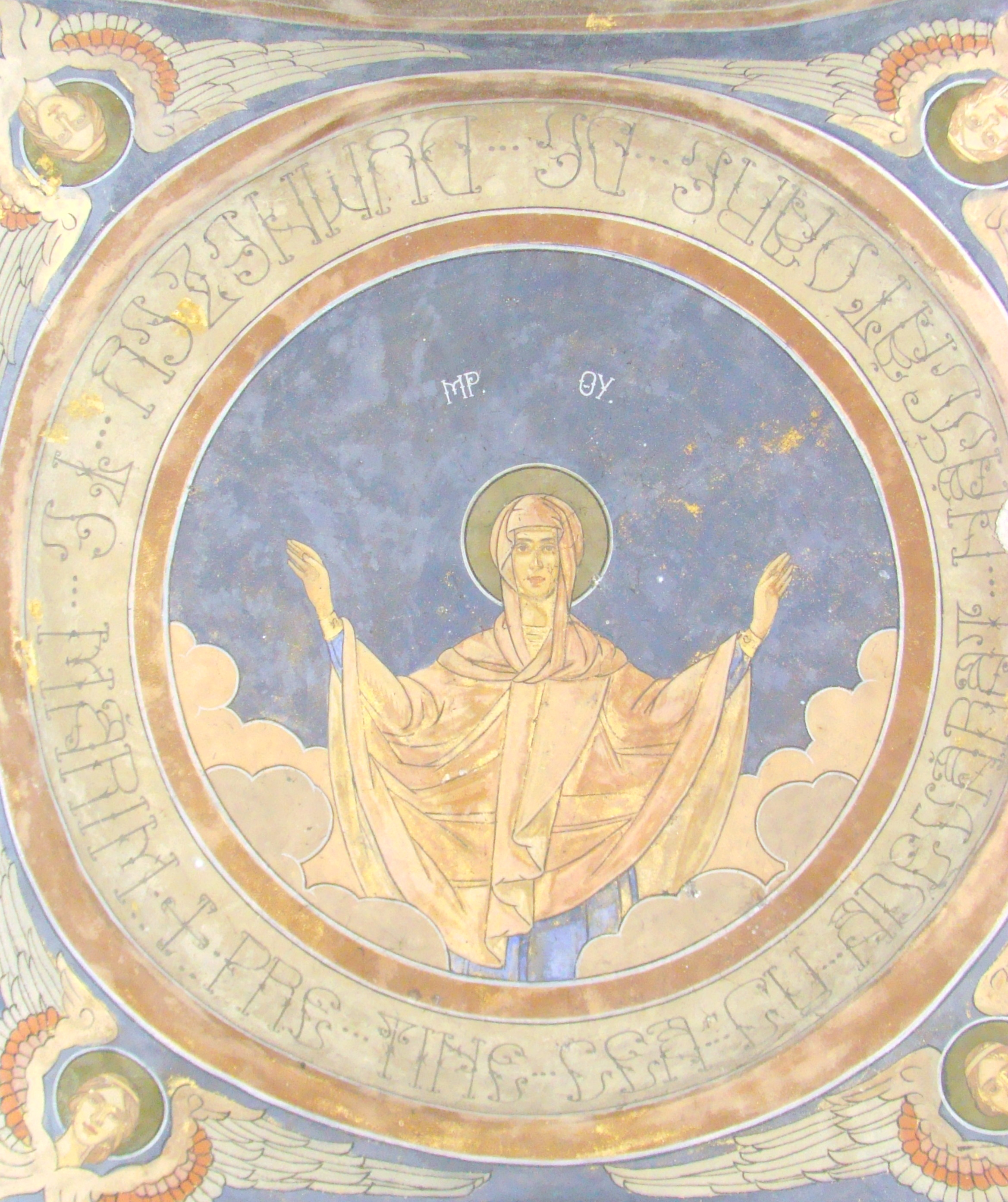
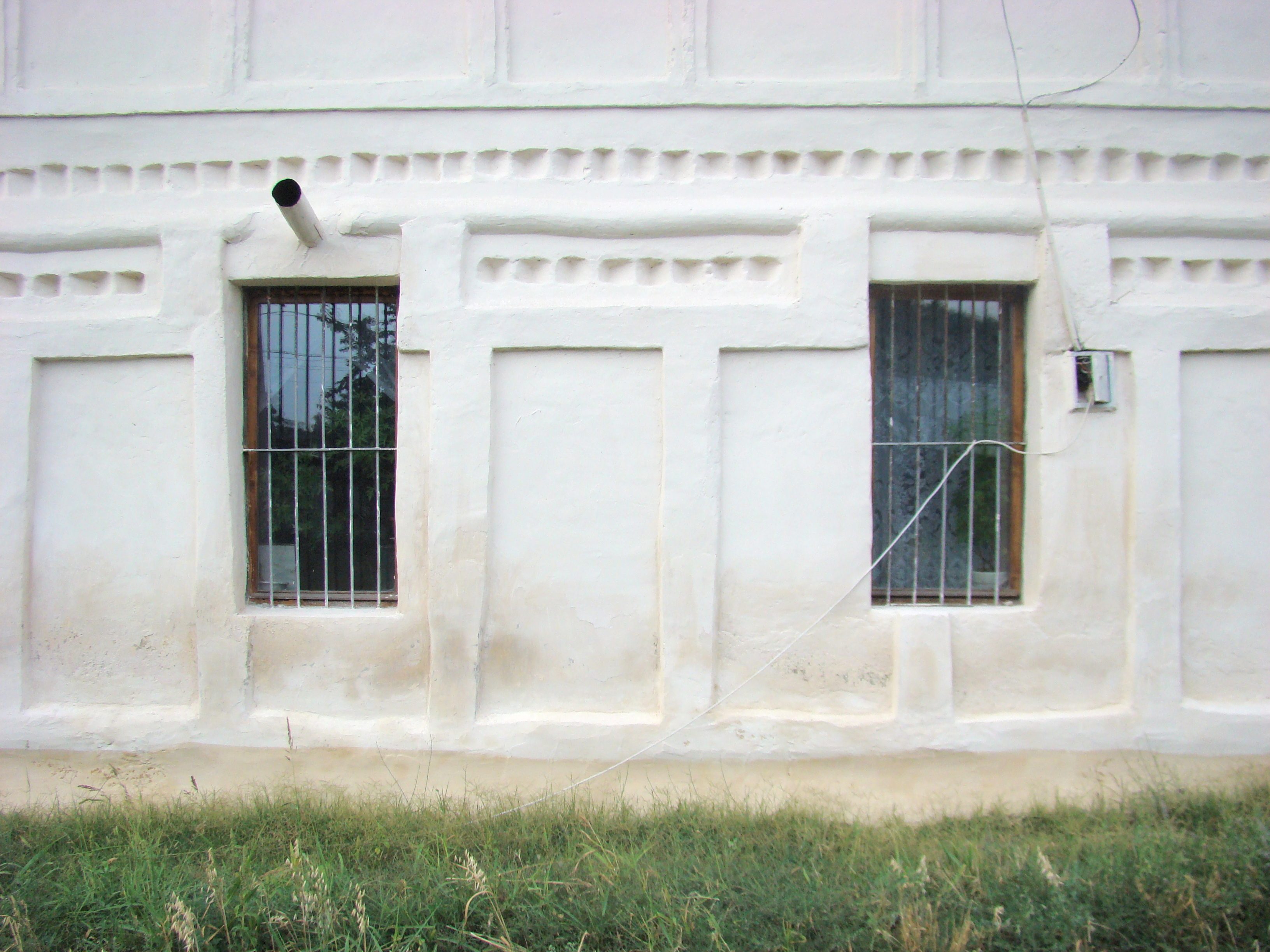
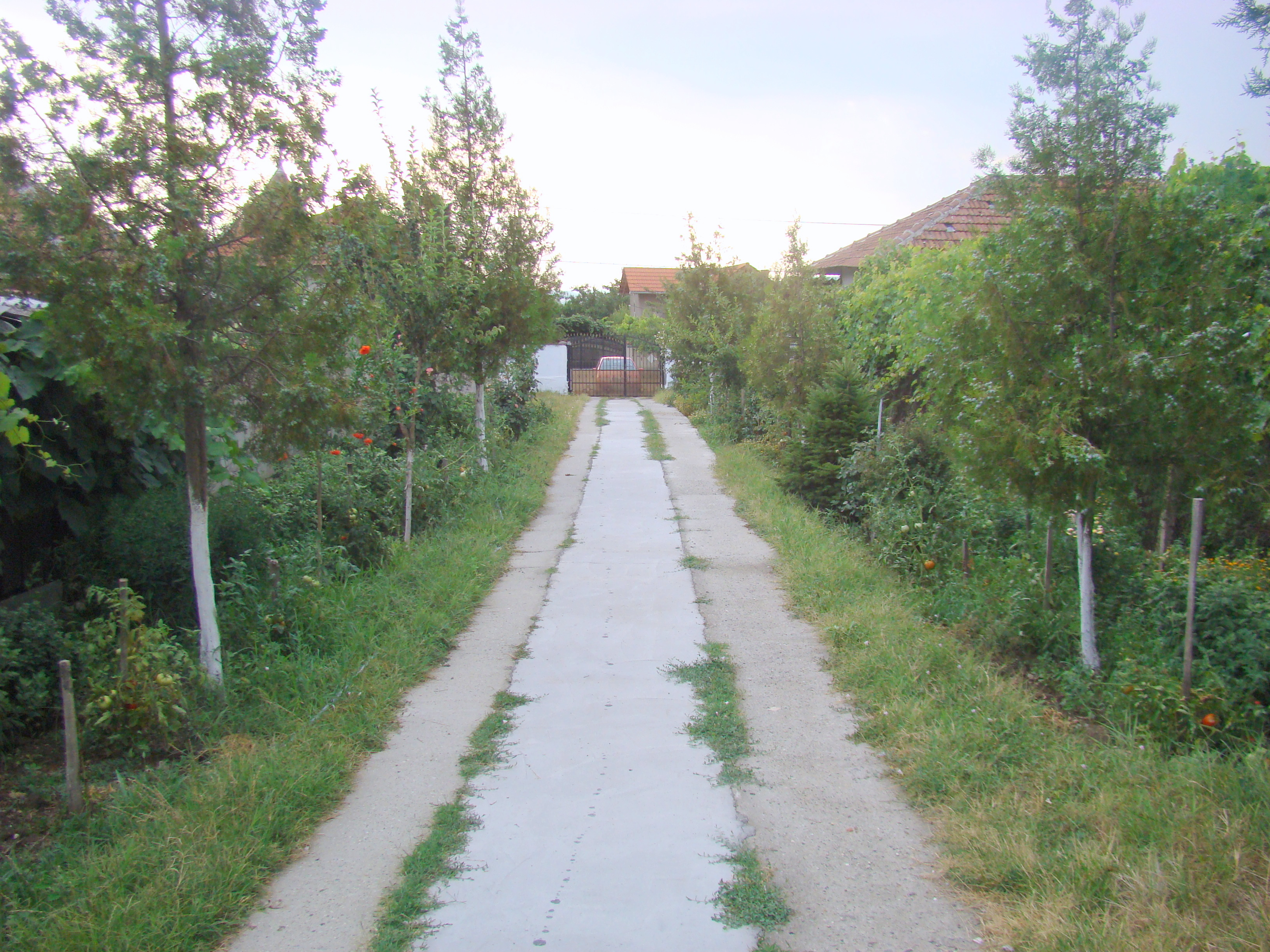